# 聖保祿天主教小學

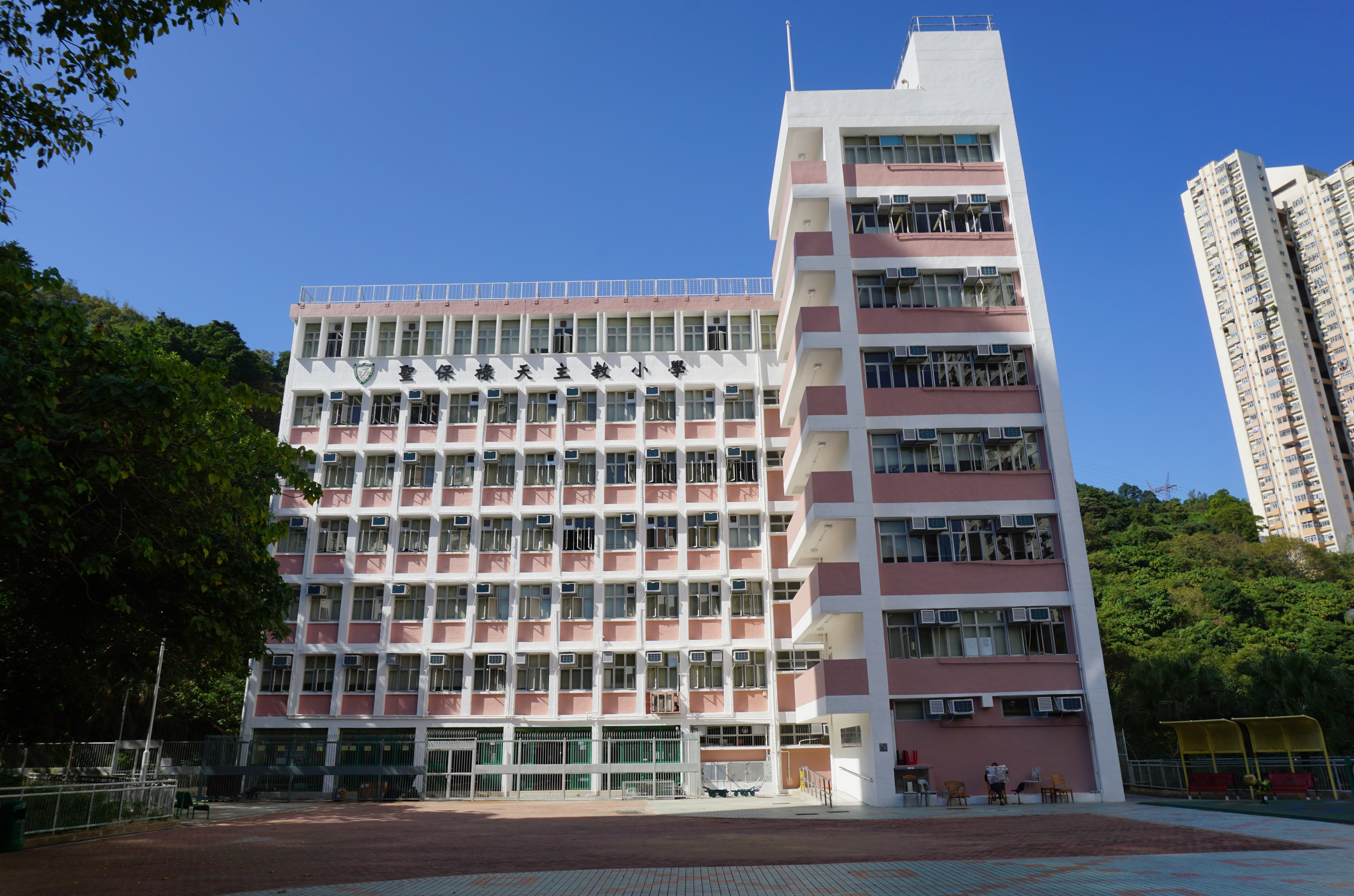
柴灣興華邨臨時校舍

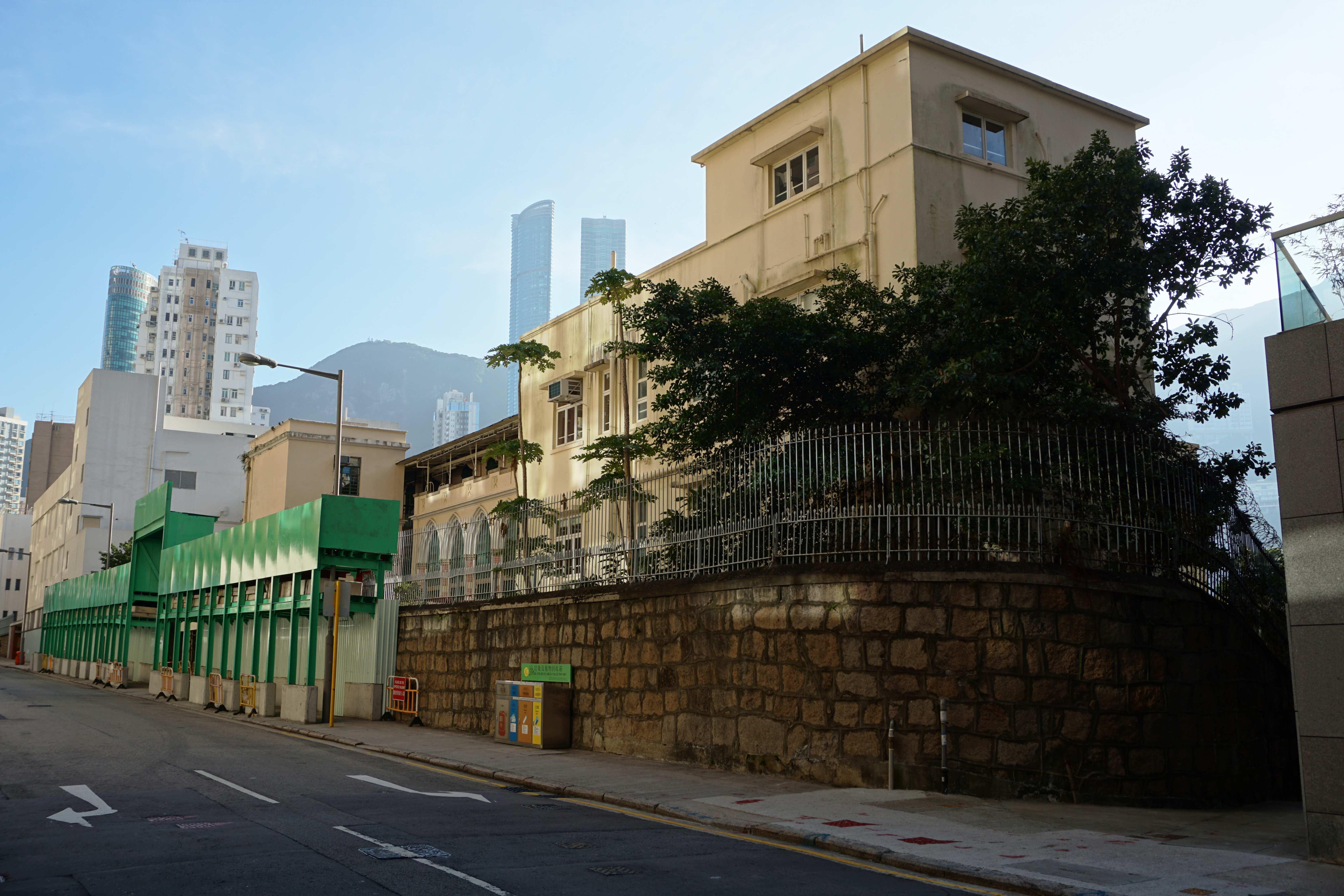
聖保祿天主教小學東面

聖保祿天主教小學（英語：St. Paul's Primary Catholic School）是香港的一所女子小學，位於跑馬地黃泥涌道。直屬中學為聖保祿中學。宗教為天主教。該校校舍被列為香港二級歷史建築。

## 校政管理
歷任校監
- 陳潔貞 修女[2]
- 馮彩華 修女[3]

歷任校長
- 周耀真 修女[2]
- 馮彩華 修女[3]
- 勞陳月明女士[4]
- 關佩玲 女士

## 學校歷史
1848年，沙爾德聖保祿女修會由法國來香港收養孤兒，後來服務老人。
1927年創立該校，至1960年轉為政府津貼小學。
於2015年中宣佈，學校需要擴建校舍，在靠後門的位置興建多層式的教學大樓，又興建天橋連接聖保祿中學。在工程進行期間，會暫時借用原柴灣天主教海星小學校舍進行教學（由2016年的暑假後實施）。
2021年3月，校舍擴建完成，學校於2021-2022學年遷回原校園。

## 校訓
「為一切人，成為一切」（《格林多前書》第9章第22节）

## 班級編制
全校现分二十四班，每年級四班；從2016-2017學年起實行全日制。不設精英班。

## 著名/傑出校友
- 毛孟靜：香港政治人物[註 1]
- 龔慈恩：香港女演員[註 2]。
- 毛舜筠：香港女演員
- 李靖筠：香港女演員、模特兒[6]。
- 何詩蓓：香港游泳運動員
- 湯洛雯：2012年香港小姐旅遊大使及美麗昇華大使、著名女藝人及電視劇演員
- 張曼玉：香港女演員（小一）
- 吳倩怡：香港女歌手，Lolly Talk成員
- 杜雯惠：香港電台節目主持、舞台劇演員[7]

## 外部連結
- 學校網站 （页面存档备份，存于）